# Ce cochon de Morin
Pour les articles homonymes, voir Ce cochon de Morin (film, 1924) et Ce cochon de Morin (film, 1932).
Ce cochon de Morin est une nouvelle de Guy de Maupassant, publiée en 1882.

## Historique
La nouvelle Ce Cochon de Morin est initialement publiée dans la revue Gil Blas du 21 novembre 1882, sous le pseudonyme « Maufrigneuse », puis dans le recueil Contes de la bécasse. La nouvelle est dédiée à Eugène Oudinot, un verrier.

## Personnages principaux
- Morin : mercier, il agresse Henriette Bonnel dans le train.
- Henriette Bonnel : la jeune femme agressée par Morin.
- L'oncle et la tante d'Henriette Bonnel.
- Labarbe : narrateur ; journaliste.
- Rivet : ami de Labarbe ; journaliste.
- Le notaire.

## Résumé
La nouvelle est composée de trois courts chapitres.
On est en 1862. Mercier à La Rochelle, Morin prend le train pour Paris. Dans le même compartiment que lui se trouve Henriette Bonnel, une jolie jeune femme. Au cours du trajet, il éprouve un désir de plus en plus grand pour elle. Près de Paris, alors qu'on arrive aux abords d'une gare, il se jette sur elle et tente de l’embrasser. La jeune femme crie, le repousse, un gendarme intervient, Morin est arrêté et fait l'objet d'une plainte pour « outrage aux bonnes mœurs » (chapitre 1er).
Le journaliste Labarbe, qui veut aider Morin, se rend avec son ami Rivet chez l'oncle et la tante d'Henriette chez qui celle-ci réside depuis la mort de ses parents. Ils leur demandent de retirer la plainte contre Morin. En se promenant avec Henriette, Labarbe éprouve lui-aussi un désir charnel pour la jeune femme. Il se montre entreprenant, d'abord en mots, puis en gestes : il l'embrasse mais Henriette ne crie pas et ne le repousse pas, bien au contraire. Il lui avoue son attirance pour elle. Rivet les aperçoit en posture galante et tente de raisonner Labarbe. Le soir, l'oncle, bon lecteur du journal de Rivet et Labarbe, leur propose de rester dormir pour attendre le retour de sa femme et décider des suites à donner à l'affaire (chapitre 2).
Après le dîner, Henriette conduit ses invités jusqu'à leurs chambres. Dans la nuit, Labarbe se rend dans la chambre de la jeune femme. Elle accepte ses avances et ils ont une relation sexuelle. Le lendemain, les Bonnel déclarent qu'ils ont réfléchi et qu'ils retirent la plainte. Labarbe et Rivet rentrent à La Rochelle, puis se rendent chez Morin pour lui annoncer la bonne nouvelle. Morin est fou de joie. Hélas pour lui, sa réputation est faite : pour tous il reste « ce cochon de Morin ». Il mourra deux ans plus tard. Une dizaine d'années plus tard, vers 1875, Labarbe se rend chez un notaire. Il est reçu par l'épouse du notaire, qui lui fait remarquer qu'ils se connaissent déjà : c'est elle, c'est Henriette. Le notaire annonce à Labarbe que son épouse lui a déjà raconté son comportement « parfait, plein de délicatesse, de tact, de dévouement » à l'occasion de son rôle d'intermédiaire « dans l'affaire de ce cochon de Morin » (chapitre 3).

## Adaptations
Ce conte doux-amer a été porté trois fois au cinéma et une fois à la télévision. 
- 1924 : Ce cochon de Morin, France, Victor Tourjanski (67 minutes)
- 1932 : Ce cochon de Morin, France, Georges Lacombe (87 minutes)
- 1956 : La Terreur des dames ou Ce cochon de Morin, France, Jean Boyer (93 minutes) sur un scénario de René Barjavel, transforme Morin en libraire qui brigue un mandat de maire.
- 2008 : Ce cochon de Morin dans la série télévisée Chez Maupassant

## Éditions
- Ce Cochon de Morin, in Contes et nouvelles - Maupassant, texte établi et annoté par Louis Forestier, Bibliothèque de la Pléiade, éditions Gallimard, 1974  (ISBN 978 2 07 010805 3).
- Ce Cochon de Morin, in Contes de la bécasse, texte établi et annoté par Louis Forestier et Jacques Chessex, éditions Le Livre de poche n°1539.